# Māfī Kandī
Māfī Kandī (persiska: مافی كَندی, مافی کندی) är en ort i Iran.   Den ligger i provinsen Västazarbaijan, i den nordvästra delen av landet, 600 km väster om huvudstaden Teheran. Māfī Kandī ligger 1 474 meter över havet och antalet invånare är 840.
Terrängen runt Māfī Kandī är kuperad norrut, men söderut är den platt.Runt Māfī Kandī är det ganska tätbefolkat, med 83 invånare per kvadratkilometer. Närmaste större samhälle är Salmās, 18,5 km sydväst om Māfī Kandī. Trakten runt Māfī Kandī består i huvudsak av gräsmarker.